# Бољетинско брдо
Бољетинско брдо је узвишење између насеља Бољетин и Дунава, изграђено од кредних седиметних стена које леже преко пермских вулканокластита.
Геолошки профил седимената доње креде представља типски локалитет фација са главоношцима (цефалоподима). У биостратиграфском смислу, на профилу су развијене цефалоподске зоне од горњег барема до доњег апта (Barremites strettstoma-Deshayesites deshayesi).
Амонитска фауна готово у целини је пиритисана. Профил је под заштитом државе.
На крају Бољетинског брда је гребен.